# Kjetil Borch
Kjetil Borch (født 14. februar 1990 i Tønsberg) er en norsk roer.
Borch deltog første gang ved de olympiske lege i 2012 i London, hvor han stillede op i dobbeltsculler sammen med Nils Jakob Hoff og her blev samlet nummer syv.
Ved OL 2016 i Rio de Janeiro stillede han igen op i dobbeltsculler, denne gang sammen med veteranen Olaf Tufte. De to nordmænd blev nummer to i det indledende heat og gentog denne placering i semifinalen. I finalen kunne de ikke følge med kroaterne Martin og Valent Sinković, der vandt guld, og litauerne Mindaugas Griškonis og Saulius Ritter, der vandt sølv, men de vandt en sikker bronzemedalje et pænt stykke foran den italienske båd på fjerdepladsen.
Borch har desuden vundet adskillige medaljer ved VM og EM i roning. Han har en VM-guldmedalje i både singlesculler (2018) og dobbeltsculler (2013), samt en EM-guldmedalje i singlesculler (2018).

## Resultater

### OL-medaljer
- 2020:  Sølv i singlesculler
- 2016:  Bronze i dobbeltsculler (med Olaf Tufte)

### VM-medaljer
- VM i roning 2013:  Guld i dobbeltsculler (med Nils Jakob Hoff)
- VM i roning 2018:  Guld i singlesculler

### EM-medaljer
- EM i roning 2018:  Guld i singlesculler
- EM i roning 2012:  Bronze i dobbeltsculler (med Nils Jakob Hoff)
- EM i roning 2013:  Bronze i dobbeltsculler (med Nils Jakob Hoff)
- EM i roning 2020:  Bronze i singlesculler